# Bannière de Zhenglan
La bannière de Zhenglan (正蓝旗 ; pinyin : Zhènglán Qí, en mongol : ᠰᠢᠯᠤᠭᠤᠨ ᠬᠥᠬᠡ ᠬᠣᠰᠢᠭᠤ siluγun köke qosiγu « bannière bleue simple ») est une subdivision administrative de la région autonome de Mongolie-Intérieure en Chine. Elle est placée sous la juridiction de la ligue de Xilin Gol.

## Démographie
La population de la bannière était de 78 999 habitants en 1999.